# سال روبینک
سال روبینک (به انگلیسی: Saul Rubinek) متولد ۲ ژوئیه ۱۹۴۸ یک بازیگر، کارگردان، نمایشنامه‌نویس و تهیه‌کننده کانادایی است که بیشتر برای بازی در مجموعه‌های تلویزیونی شناخته می‌شود.
از فیلم‌های معروف او می‌توان به بازی در فیلم آتش غرور، داستان عاشقانه واقعی، دیک، کارآگاه آوازخوان، من عاشق مشکلم، مرد خانواده، دکترهای جوان عاشق، قایق دریاچه، بلوز مخفی، خاموشی و عامل نفوذی اشاره کرد.

## زندگی
روبینک در شهر ولفراتزهاوزن در آلمان به دنیا آمد. والدین او اتریشی بودند که طی جنگ جهانی دوم به مدت دو سال مخفی شدند و پس از آن در سال ۱۹۴۸ به کانادا مهاجرت کردند.

## جوایز
- بهترین بازیگر نقش مکمل برای بازی در فیلم بلیت به بهشت در جشنواره فیلم جنی در سال ۱۹۸۲